# 2419 Moldavia
2419 Moldavia è un asteroide della fascia principale. Scoperto nel 1974, presenta un'orbita caratterizzata da un semiasse maggiore pari a 2,2958354 UA e da un'eccentricità di 0,0922720, inclinata di 6,39269° rispetto all'eclittica.